# تتسو نیشیموتو
تتسو نیشیموتو (انگلیسی: Tetsuo Nishimoto؛ زادهٔ ۱۶ دسامبر ۱۹۵۰) بازیکن والیبال اهل ژاپن است.